# Stairway to Fairyland
Stairway to Fairyland je debutové album německé power metalové kapely Freedom Call. Album bylo vydáno 31. května 1999 společností NTS Records.

## Seznam skladeb
| Pořadí         | Název             | Délka |
| -------------- | ----------------- | ----- |
| 1.             | Over the Rainbow  | 5:51  |
| 2.             | Tears Falling     | 5:37  |
| 3.             | Fairyland         | 5:28  |
| 4.             | Shine On          | 5:42  |
| 5.             | We Are One        | 4:54  |
| 6.             | Hymn to the Brave | 3:59  |
| 7.             | Tears of Taragon  | 6:54  |
| 8.             | Graceland         | 5:34  |
| 9.             | Holy Knight       | 5:00  |
| 10.            | Another Day       | 5:51  |
| Celková délka: | Celková délka:    | 54:50 |

Japonská a korejská verze
| Pořadí | Název        | Délka |
| ------ | ------------ | ----- |
| 11.    | Kingdom Come | 4:49  |

## Obsazení
- Chris Bay – zpěv, kytara, klávesy
- Sascha Gerstner – kytara
- Ilker Ersin – basová kytara
- Dan Zimmermann – bicí